# Districte de Nyamasheke
El districte de Nyamasheke és un akarere (districte) de la província de l'Oest, a Ruanda. La seva capital és Kagano.

## Història
Nyamasheke era originalment part de la colònia de l'Àfrica Oriental Alemanya, que incloïa el que ara són Burundi, Ruanda i Tanganyika. A Nyamasheke al llac Kivu es va fundar el primer lloc militar colonial alemany, fundat el 1898 pel capità Berthe, oficial de l'exèrcit alemany. El sector Shangi va ser escollit pels alemanys per la seva posició estratègica sobre la frontera amb el Congo pel Llac Kivu. El lloc també és conegut per haver servit per a la primera missa religiosa ruandesa en 1899.
El districte va viure un important vessament de sang durant el genocidi ruandès. El 2006, Nyamasheke es va convertir en seu del Memorial del Genocidi Nacional de Ruanda.
El fiscal del Tribunal Penal Internacional per a Ruanda (ICTR) va anunciar el 2009 que tenia proves que implicaven a l'ex empresari Yussuf Munyakazi en les matances genocides que es van produir el 1994 a Nyamasheke. Munyakazi, antic agricultor d'arròs benestant a la Província de l'Oest, va ser acusat de comtes de genocidi, o complicitat en l'alternativa i extermini com un crim contra la humanitat. El 30 de juny de 2010, el TPIR va trobar a Yussuf Munyakazi culpable de genocidi i extermini com a crim contra la humanitat i el va condemnar a 25 anys de presó. El TPIR va especificar que Munyakazi havia estat líder en massacres en el sector Shangi el 29 d'abril de 1994 i el sector Mibilizi el 30 d'abril de 1994 que va provocar la mort de més de 5.000 tutsis.
Després d'informes sobre l'assetjament dels supervivents del genocidi en el districte, alguns supervivents del genocidi van ser recentment assassinats a Nyamasheke. En abril de 2009, Séraphine Uwankwera, resident de la cel·la de Kagatamu, fou assassinada el 12 d'abril i abocada a la carretera al sector Bushenge de Nyamasheke. La difunta va ser assassinada, ja que venia del lloc memorial del genocidi Gashirabwoba també en el sector Bushenge on havia assistit a una cerimònia de commemoració de genocidi on hi són enterrats alguns dels seus familiars que van ser assassinats. Uwankwera fou trobada estirada en un toll de sang el 13 d'abril. Un familiar d'Uwankwera va declarar que els assassins són sospitosos de genocidi que volien evitar que el testimoni tingués proves que demostressin el seu paper en el genocidi de 1994.

## Sectors
El districte de Nyamasheke està dividit en 15 sectors (imirenge): Ruharambuga, Bushekeri, Bushenge, Cyato, Gihombo, Kagano, Kanjongo, Karambi, Karengera, Kirimbi, Macuba, Nyabitekeri, Mahembe, Rangiro, Shangi.